# Bernice Carey
Pour les articles homonymes, voir Carey.
Bernice Carey, née dans le Wisconsin en 1910 et décédée le 8 février 1990 à Santa Clara, en Californie,  est un auteur américain de roman policier.

## Biographie
Elle naît dans une ferme dans le nord du Wisconsin avant que ses parents s’installent dans une petite ville. Lorsqu'elle a treize ans, sa famille déménage en Californie et habite successivement plusieurs localités de la côte Ouest entre San Francisco et Los Angeles.
Dans les années 1930, elle fait partie de mouvements politiques de la gauche américaine et rédige des textes de littérature prolétarienne. Comme d’autres écrivains de gauche, notamment Robert Finnegan et Dorothy B. Hughes, elle aborde le roman policier dans les années 1940. Dans son cas, c’est son mari, Richard Martin, enseignant et grand amateur du genre, qui la pousse à devenir auteur de littérature policière.  Son premier essai, L’Assassin manque d’enthousiasme, est publié en 1949. Sept autres titres qui, à l'instar du premier, se déroulent tous en Californie, s’échelonnent ensuite jusqu’en 1955. Le Rouleau à pâtisserie donne un bon exemple de son style. Loin d’être un whodunit classique, il développe longuement la psychologie de chaque personnage et se double d’une analyse critique des nantis de la vallée de Salinas, qui n'ont pas conscience de la misère d’autrui et sont aliénés par le culte de la jeunesse.
À la fin de sa vie, Bernice Carey s'installe à Los Gatos et meurt d'une crise cardiaque à l'âge de 79 ans.

## Œuvre

### Romans
- The Reluctant Murderer (1949) Publié en français sous le titre L’Assassin manque d’enthousiasme, Paris, Librairie des Champs-Élysées, Le Masque no 387, 1951
- The Man Who Got Away With It (1950)
- The Body in the Sidewalk (1950) Publié en français sous le titre Au bas des marches, Paris, Librairie des Champs-Élysées, Le Masque  no 431, 1952
- The Beautiful Stranger (1951)
- The Three Windows (1952)
- The Missing Heiress (1952)
- Their Nearest and Dearest (1953) Publié en français sous le titre Le Rouleau à pâtisserie, Paris, Librairie des Champs-Élysées, Le Masque  no 487, 1952 ; réédition, Paris, Librairie des Champs-Élysées, Le Club des Masques  no 158, 1972
- The Fatal Picnic (1955)

## Référence
- Jacques Baudou et Jean-Jacques Schleret, Le Vrai Visage du masque, vol. 1, Paris, Futuropolis, 1984, 476 p. (OCLC 311506692), p. 90.
- (en) Michael Denning, The Cultural Front : The Laboring of American Culture in the Twentieth Century, London New York, Verso, coll. « Haymarket series », 1998, 556 p. (ISBN 978-1-85984-170-9 et 978-1-859-84815-9, OCLC 35885880, présentation en ligne), p. 257.